# Wanida Termthanaporn
Wanida Termthanaporn (thaï : วนิดา เติมธนาภรณ์), surnommée Gybsy (ชื่อเล่น : กิ๊บซี่ / Kisfy), née le 10 juillet 1983 à Bangkok, est une chanteuse et actrice thaïlandaise.

## Biographie
En 2002 Wanida "Gybsy" Termthanaporn rejoint Girly Berry (thaï : เกิร์ลลีเบอร์รี), un groupe de musique constitué de quatre filles (Gybsy / กิ๊บซี่ ; Giftza / กิฟท์ซ่า ; Belle / เบลล์ et Nannie / แนนนี่ ) qui produit son premier album. Girly Berry produit de 2002 à 2010 huit albums.
C'est aussi une actrice qui joue dans de nombreuses séries télé et dans près de dix films.

## Discographie
- 2002 : Girly Berry
- 2004 : Very Girly
- 2005 : Gossip
- 2006 : Reality
- 2007 : See Through
- 2008 : Stop me Babe!
- 2009 : Berry Secret
- 2010 : Love Secret (avec le groupe de rap Thaitanium de Prinya Intachai)

## Filmographie

### Séries télévisées
- 2002 : The High-School Nuisance (วัยร้ายไฮสคูล)
- 2003 : Soi 3 Siam Square (ซอย 3 สยามสแควร์)
- The Last Express Train (รถด่วนขบวนสุดท้าย)
- 2014 : เกรียนเฮ้าส์ เดอะซีรีส์ (Grean Fictions, la série télévisée)
- 2016 : House of Love

- 2018-2019 : Bangkok Love Story (Bangkok รัก Stories)
- 2020 : The Secret (เกมรัก เกมลับ)

### Cinéma
- 2000 : ปอบ 2000 (Vampire Year 2000 / Ghoul 2000)
- 2001 : ปอบหวีดสยอง (Body Jumper)
- 2003 : Club Zaa (คลับซ่า ปิดตำราแสบ)
- 2009 : Nang Mai (La Nymphe)[3]
- 2009 : My Ex (แฟนเก่า)
- 2011 : สมอลล์รู กูแนว (Small Ru Gu Naew)
- 2013 : Grean Fictions (เกรียน ฟิคชั่น)
- 2014 : Make Me Shudder 2 : Shudder Me Mae Nak (มอ 6/5 ปากหมาท้าแม่นาค)
- 2014 : Spell (น้ำมันพราย)
- 2020 : Sodemacom Killer (มือปืน/โลก/พระ/จัน 2)